# Gabriel Hanotaux
Gabriel Hanotaux, właśc. Albert Auguste Gabriel Hanotaux (ur. 19 listopada 1853 w Beaurevoir, zm. 11 kwietnia 1944 w Paryżu) – francuski polityk i historyk, minister spraw zagranicznych Francji w latach 1894–1898 (z krótką przerwą), członek Akademii Francuskiej od 1 kwietnia 1897 r. (fotel 29). Zwolennik sojuszu Francji z Rosją.
Z wykształcenia był archiwistą oraz historykiem, od 1880 r. pracował na École pratique des hautes études w Paryżu, gdzie był profesorem. W tym samym roku rozpoczął pracę w Ministerstwie Spraw Zagranicznych jako archiwista. W latach 1885–1886 pracował w ambasadzie francuskiej w Konstantynopolu. W latach 1886–1889 zasiadał w Izbie Deputowanych. W 1894 r. został ministrem spraw zagranicznych. Był nacjonalistą, popierał francuską kolonizację, doprowadził do francuskiego umocnienia się we Francuskiej Afryce Zachodniej, na Madagaskarze, w Tunezji oraz Indochinach; wspierał również działania wymierzone przeciwko Brytyjczykom na terenie Sudanu. Doprowadził do zbliżenia Francji z Rosją. W latach 1920–1923 był delegatem Francji do Ligi Narodów.
Jako historyk interesował się głównie czasami mu współczesnymi. Ważniejsze prace: Histoire des colonies françaises et de l’expansion de la France dans le monde (sześć tomów wydanych w latach 1930–1934), Raymond Poincaré (1934) oraz Histoire illustrée de la guerre de 1914 (siedemnaście tomów wydanych w latach 1915–1936). Kierował również serią Histoire de la Nation Française (piętnaście tomów wydanych w latach 1920–1929, tylko kilka autorstwa Hanotauxa).
Odznaczony Krzyżem Wielkim Legii Honorowej.
Pochowany na cmentarzu Passy w Paryżu,